# 개포초등학교 (경북)
개포초등학교는 대한민국 경상북도 예천군 개포면 용개로 985 (신음리)에 있었던 공립 초등학교이다.

## 학교 연혁
- 1936년 7월 18일 개포공립보통학교(4년제) 개교
- 1938년 4월 1일 개포공립심상소학교로 개칭
- 1940년 4월 1일 6년제 개편
- 1941년 4월 1일 개포공립국민학교로 개칭
- 1945년 10월 1일 개포국민학교로 개칭
- 1981년 3월 8일 병설유치원 개원
- 1996년 3월 1일 개포초등학교 개칭
- 1996년 3월 1일 경진분교장 편입
- 1999년 3월 1일 경진분교장 통폐합
- 2000년 3월 1일 예천초등학교로 통폐합